# Frederick Chapman
Frederick William Chapman (Nottingham, 10 maggio 1883 – Linby, 7 settembre 1951) è stato un calciatore inglese, di ruolo centrocampista.

## Carriera

### Nazionale
Ha partecipato al 4º Torneo olimpico di calcio, nel quale ha vinto una medaglia d'oro. Giocò anche sei partite e segno due reti con la nazionale dilettanti inglese.

## Palmarès

### Nazionale
- Oro olimpico: 1

Londra 1908